# Johann Ramaré
Johann Ramaré (Rennes, 5 giugno 1984) è un allenatore di calcio ed ex calciatore francese, di ruolo centrocampista.

## Carriera

### Club
Cresciuto nelle giovanili del Rennes, ha giocato tra il 2003-2006 nella seconda squadra, militante nei campionati dilettantisici. Nel 2006 si è trasferito nel Boulogne, club militante nello Championnat National: con i rossoneri ha dato l'avvio alla scalata alla piramide calcistica francese, ottenendo alla prima stagione il secondo posto nel campionato 2006-2007, accedendo così alla Ligue 2. Dopo una salvezza al primo anno il Boulogne arrivò terzo nel campionato 2008-2009, ottenendo il primo storico approdo in massima serie. Ramaré poté così esordire in Ligue 1: ciò avvenne l'8 agosto 2009, curiosamente proprio contro quel Rennes nelle cui giovanili era cresciuto; il 2 dicembre 2009 segnò la sua prima e unica rete in massima serie, su rigore contro il Paris Saint-Germain.
La stagione si concluse con l'immediato ritorno del Boulogne in Ligue 2 e Ramaré, dopo aver accumulato diciassette presenze con i rossoneri in Ligue 1, si trasferì allo Stade Reims: esordì col nuovo club il 10 settembre 2010 nella sconfitta contro il Vannes, entrando nei minuti finali al posto di Ludovic Gamboa e facendo in tempo a fornire l'assist per l'unica rete della sua squadra. Nella stagione 2011-2012 lo Stade Reims arrivò al secondo posto, conquistando la massima serie: il 25 agosto 2012 Ramaré tornò così a disputare una gara di Ligue 1, entrando nei minuti finali al posto di Antoine Devaux e fornendo l'assist per l'autorete di Sloan Privat, decisivo per la vittoria di misura contro il Sochaux.
Dopo aver totalizzato altre ventidue presenze in massima serie, Ramarè si trasferì nell'estate del 2013 al Brest in Ligue 2. Due anni più tardi si trasferì al Sochaux, sempre in Ligue 2. Chiuse la carriera con la maglia del Valenciennes, dopo aver disputato nel biennio 2017-2019 nuovamente in Ligue 2.